# Міжнародний аеропорт Тонконтін
Міжнародний аеропорт Тонконтін (IATA: TGU, ICAO: MHTG) чи Аеропорт імені підполковника Ернана Акоста Мехіа — це міжнародний цивільний і військовий аеропорт, що обслуговує столицю Гондурасу — місто Тегусігальпа. Аеропорт знаходиться в 6 км (4 милях) від міста.

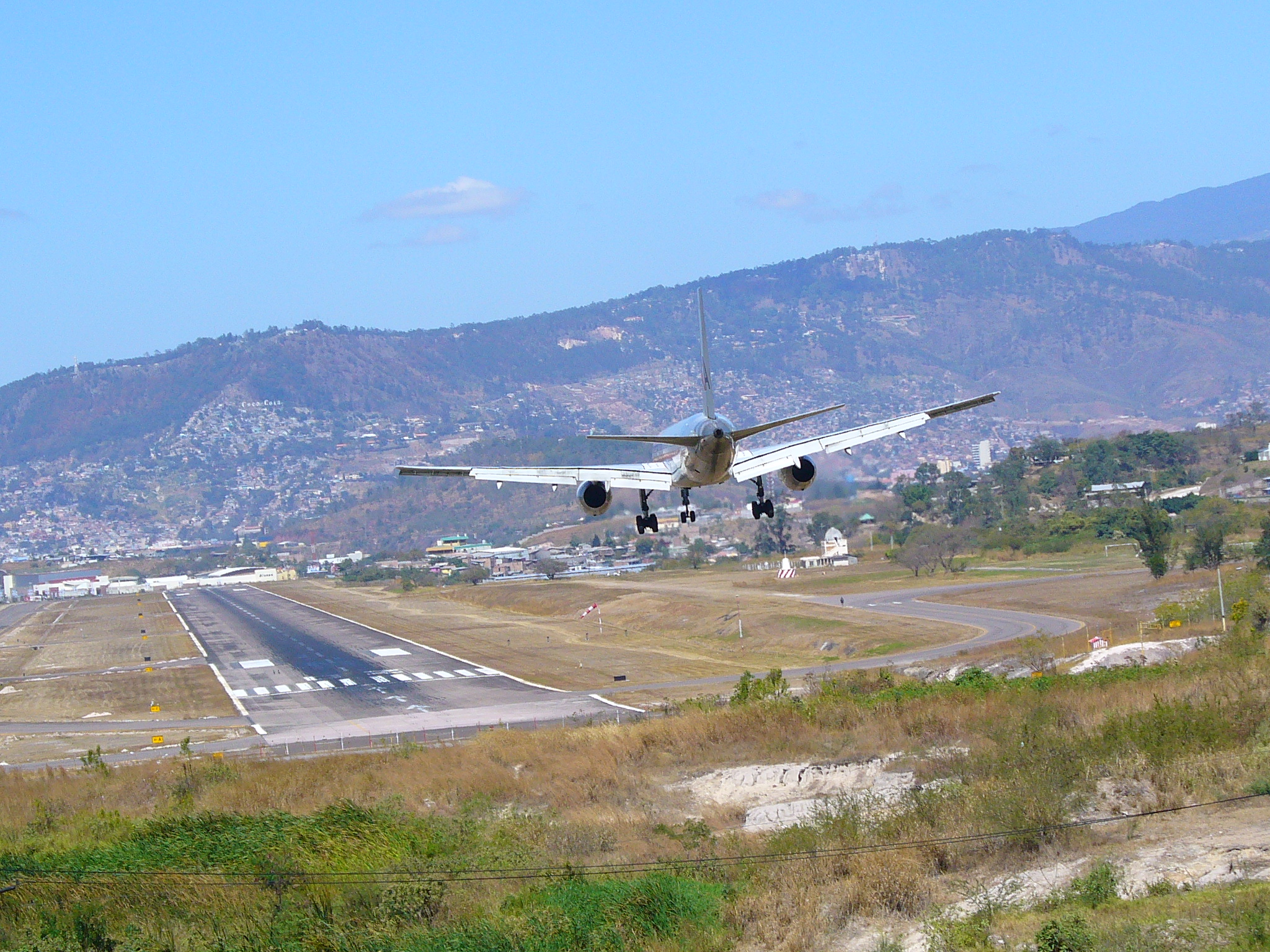
Boeing 757 American Airlines заходить на посадку в аеропорті Тонконтін

Програма The History Channel «Найнебезпечніші аеропорти» ставить Тонконтін на 3-тє місце в списку найнебезпечніших аеропортів світу. Причиною цього стало те, що літаки, коли заходять на посадку, мають летіти дуже близько від гір і низько над містом. ЗПС аеропорту ледве вистачає для приземлення Boeing 757. Особливо небезпечно сідати в цьому аеропорту, коли погодні умови не хороші.